# 科学技術社会論
科学技術社会論（かがくぎじゅつしゃかいろん、英語: Science, technology and society、STS）は科学的、政治的、経済的、文化的な価値がどのように科学の研究と技術革新に影響するのか、そしてこうしたことがらがどのようにして社会、政治、経済、文化のほうにも影響しているのかを探究する研究分野である。

## 歴史
STSという学術分野を構成する鍵となっているものは1960年代にそれぞれ独立して生まれ、1980年代に入っても互いにバラバラのまま発展した。しかしながらルドヴィック・フレックは『科学的事実の起源と発展』(1935)において既にSTSの鍵となるテーマを予期していた。
- 科学論。科学知識の社会学から枝分かれした分野であり、科学についての議論を社会的コンテクストに置いて考える。
- 技術史。技術を社会的・歴史的コンテクストに置いて精査するものである。1960年代に始まったものであり、この頃から歴史家たちは技術・科学の「自然な」発展に対する一般大衆の受動性を誘因する原則である技術決定論を問い直すようになっていた。歴史家たちはこれと同時に、医学史においても同じようにコンテクストに基づくやり方で分析をする手法を発達させ始めた。
- 科学史・科学哲学(1960年代)。トーマス・クーンの有名な『科学革命の構造』(1962)は科学理論の変化をその基礎となる知的パラダイムの変化に帰した。この著作の出版後にカリフォルニア大学バークレー校を皮切りとして他の大学にもプログラムが作られ、歴史家や哲学者が統一的なプログラムのもとに集って学ぶようになった。
- 科学技術社会論。1980年代半ばに、アメリカ合衆国やヨーロッパの大学の学生や部局の社会運動に助けられ、女性学など新しい学際分野が多数創設された。こうした学問は伝統的なカリキュラムに無視されていたが実は意義のある問題を扱うものと見なされていた。「科学技術社会論」の勃興もこうした発展のひとつに含まれるものであった。この分野は(紛らわしいことに)STSという頭字語で呼ばれることもあった。こうしたプログラムに入った研究者たちは人類学、歴史学、政治学、社会学を含むさまざまな分野から出て来た人々であり、科学技術により提起された問題を探究することを専門とする学部カリキュラムを作成した。科学論や科学史・科学哲学の研究者とは異なり。こうした人々は自らを冷静で「象牙の塔」的な研究者よりはむしろ変化を求める活動家と位置づける傾向があったし、また現在もそうである[要出典]。活動家としての推進の一例として、この分野を含む新興の各種STS分野のフェミニズム系研究者は科学・工学における女性の排除の問題に取り組んだ。さらには、ブリュノ・ラトゥールらによるアクターネットワーク理論の土台にもなった。
- 科学、工学、公共政策研究は1970年代に科学技術社会論の運動創設者たちと同じ動機関心から発生したものである。それはつまり、科学技術は次第に一般大衆の最善の利益と競合するような方法で発展するようになっていしまっているという感覚である。科学技術社会論の運動は明日の科学技術を作る人々を人間化しようとしたが、科学、工学、公共政策研究研究の分野は違う手法を選択した。科学技術政策における立役者となるのに必要な専門技術を持った学生を育成しようとしたのである。定量的分析を強調するようになったプログラムもあり、そのほとんどは結果的にシステム工学に吸収された。社会学的、定性的研究の手法を強調するプログラムもあり、科学技術社会論の学科にはこれに非常に近い手法をとる学者がいる[要出典]。

1970年代から80年代にかけて、アメリカ合衆国、英国、ヨーロッパの主な大学はこうしたさまざまな構成要素を新しい学際プログラムにまとめはじめた。例えば、1970年代にはコーネル大学が新しいプログラムを発展させ、科学論や政策主体の研究者を科学技術の哲学者や歴史家と結びつけるようになった。こうしたそれぞれのプログラムは、統合された構成要素がどう細かく異なるかということや、あるいはさまざまな大学においてどういう場所を占めるかにより、特異なアイデンティティを発達させた。例えば、ヴァージニア大学のSTSプログラムはさまざまな分野から出た研究者を統合している(とくに技術史に非常に強い)・しかしながら、プログラムの教育責務――この学科は工学部にあり、工学を学ぶ学部生に倫理を教えているわけであるが――は学部全体が工学倫理に強い関心を共有していることを示している。。

### 「技術指向」
STSの決定的な契機のひとつとして、1980年代半ばに技術論が幅広い関心を持ち込みそれが科学論のプログラムに反映されるようになったことがあげられる。この10年間の間、スティーヴ・ウルガーが「技術回帰」と呼ぶものをよく示しているふたつの著作が続いて発行された。『技術の社会形成』(ドナルド・マッケンジーとジュディ・ワイスマン、1985)と『技術システムの社会構築』(ヴィーベ・E・バイカー、 トーマス・P・ヒューズ、トレヴァー・J・ピンチ、1987)である.マッケンジーとワイスマンは技術計画に対する社会の影響を証明する論集を出版することでこの分野の発展を促進した。トレヴァー・ピンチとヴィーベ・バイカーの論考はこの分野の根幹となるものであり、技術の社会学がどのように科学知識の社会学により確立された理論的・方法論的方針に正確に沿って進展し得るかを示すことで、科学知識の社会学のあらゆる正統性をこうした発展に帰した。これが技術の社会構築と呼ばれる分野の知的基礎となった。
発展中であったさまざまなSTSプログラムの中では、既に基本的にはこうしたプログラムは統一的な基盤に立っているのだという意識が根底として育っていたが、「技術指向」によってこの意識はさらに強化された。より最近になると、物質性を一斉に指向する動きが見られる。物質性により、社会技術的なものと物質的なものが互いを共同で作り上げる。これはカール・メイ、ネリー・オーツホーン、アンドルー・ウェブスターのような生体医学のSTS分析における著作でとくに顕著である。

## 専門家の団体
この分野にはいくつか専門家団体がある。1975年にできた科学社会論学会はもともとは研究者に雑誌(Science, Technology & Human Values)や年次大会などのコミュニケーション上の便宜を提供するものであった。主に科学論の研究者が出席していたが、この協会はそれ以来、世界中の科学技術論研究者にとって最も重要な専門家団体に成長した。科学社会論学会の構成員には、研究開発や科学技術政策に関心のある政府や産業界で働く人々、職業的実践がどう社会に根ざしているのかをもっとよく理解したいと考える科学者やエンジニア、くらしに対する科学技術の影響に興味のある市民もいる。団体の名称に「技術」という単語を加えてSTSの主要専門家団体としての立場を反映させようという動議が出たが、このままですら名前が長すぎるという意見も広くあるようである。
ヨーロッパでは、ヨーロッパ科学技術論学会が1981年に科学技術論文におけるコミュニケーション、意見交換、協働を促進するため作られた。同様に、ヨーロッパ科学技術社会論大学連合協会(ESST)は歴史的・同時代的両方の視点から社会における科学技術を研究調査するものである。
日本でも2001年、科学技術社会論学会(Japanese Society for Science and Technology Studies)、略称STS学会が発足している。学会誌は、『科学技術社会論研究』。
1958年に作られた技術史学会は初めは技術の文脈に基づく歴史に関心を抱いていた歴史の専門家を惹きつけていた。1980年代半ばの「技術指向」の後は、この学会が発行する評価の高い学術誌(Technology and Culture)と年次大会が技術研究に興味のある歴史家以外の人々からも多大な関心を寄せらるようになった。
これほどSTSと結びつけられているわけではないが、アメリカ合衆国のSTS研究者の多数にとって重要と考えられているのは科学史学会、科学哲学学会、アメリカ医学史学会である。さらに、アメリカ人類学学会、アメリカ政治学学会、アメリカ社会学学会など、主要な学術分野の学会の中にもとくにSTSを指向する重要な部会がある。

## 学術雑誌
STS分野の重要な学術雑誌は、 Social Studies of Science, Science, Technology and Human Values、Research Policy、Science Technology and Society、Science as Culture、Technology and Culture、 Science and Public Policyなどである。

## 関連文献
- Bauchspies, Wenda, Jennifer Croissant, and Sal Restivo (2005). Science, Technology, and Society: A Sociological Approach (Wiley-Blackwell, 2005).
- Bijker, Wiebe, Hughes, Thomas & Pinch, Trevor (eds.) (1987) The Social Construction of Technological Systems: New Directions in the Sociology and History of Technology Cambridge MA/London: MIT Press.
- Cowan, Ruth Schwartz (1983). More Work For Mother: The Ironies of Household Technology From the Open Hearth to the Microwave. New York, NY: Basic Books
- Ewen, Stuart (2008). Typecasting: On the Arts and Sciences of Human Inequality. New York, NY: Seven Stories Press
- Foucault, Michel (1977). Discipline & Punish. New York, NY: Vintage Books
- Fuller, Steve (1993). Philosophy, rhetoric, and the end of knowledge: The coming of science and technology studies. Madison, WI: University of Wisconsin Press (2nd edition, with James H. Collier, Lawrence Erlbaum Associates, 2004)
- Hughes, Thomas (1989). American Genesis: A Century of Invention and Technological Enthusiasm, 1870 – 1970. New York, NY: Viking
- Jasanoff, S., Markle, G., Petersen, J. and Pinch, T., eds (1994) Handbook of Science and Technology Studies. Thousand Oaks, CA: Sage.
- Kuhn, Thomas (1962). The structure of scientific revolutions. Chicago: University of Chicago Press
- Latour, Bruno (1987). Science in action: How to follow scientists and engineers through society. Cambridge, MA: Harvard University Press
- Latour, Bruno and Steve Woolgar (1986(1979)). Laboratory Life: The Construction of Scientific Facts. Princeton, NJ: Princeton University Press
- MacKenzie, Donald & Wajcman, Judy (eds.) (1999) The Social Shaping of Technology: How the Refrigerator Got Its Hum, Milton Keynes, Open University Press.
- MacKenzie, D. (1996) Knowing Machines: Essays on Technical Change. Cambridge, MA: MIT Press.
- Restivo, Sal (editor-in-chief), Science, Technology, and Society: An Encyclopedia. New York: Oxford, 2005.
- Restivo, Sal (1992), Mathematics in Society and History. New York: Springer.
- Rip, Arie, Thomas J. Misa and Johan Schot (eds.) (1995) Managing Technology in Society: The approach of Constructive Technology Assessment London/NY: Pinter.
- Rosenberg, Nathan (1994) Exploring the Black Box: Technology, Economics and History, Cambridge: Cambridge University Press.
- Volti, Rudi (2001). Society and technological change. New York: Worth
- Werskey, Gary. The Marxist Critique of Capitalist Science: A History in Three Movements?. The Human Nature Review. 2011-05-21. URL:http://human-nature.com/science-as-culture/werskey.html. Accessed: 2011-05-21. (Archived by WebCite® at https://webcitation.org/5yr1hbYcl)
- Williams, R. & Edge, D. (1996). The Social Shaping of Technology. Research Policy, vol. 25, pp. 856–899.